# Otlica
Otlica é uma vila localizada no município de Ajdovščina na Eslovênia. Possuía uma população estimada de 282 habitantes em 2020.